# 西音寺 (我孫子市)
西音寺（さいおんじ）は、我孫子市下ヶ戸にある寺。境内には、稲荷神社、八幡神社、日光東照宮の分社、下ヶ戸青年館がある。1月には、あわんとりが行われる。